# Die unheimliche Macht
Die unheimliche Macht (englisch The Keep ‚Die Festung‘) ist ein US-amerikanischer Horrorfilm von Michael Mann aus dem Jahr 1983 nach F. Paul Wilsons Roman Das Kastell. Der Film ist eine Co-Produktion von Capital Equipment Leasing und Associated Capital im Verleih der Paramount Pictures und kam am 16. Dezember 1983 in die US-amerikanischen Kinos.

## Handlung
Während des Zweiten Weltkrieges rückt ein Trupp deutscher Soldaten unter dem Kommando von Hauptmann Woermann in ein rumänisches Dorf in den Karpaten ein, um die nahegelegene Burg zu besetzen und einen Gebirgspass zu sichern. Die Festung, genannt The Keep, ist jedoch nach Aussage von Alexandru, dessen Familie seit Generationen über den Bau wacht, verflucht. Nach dem Geheimnis des Ortes befragt, belässt er es allerdings bei Andeutungen. Der selbstbewusst auftretende Kommandeur Woermann zeigt sich zwar verwundert über die Architektur des Festungsbaus, schenkt den Warnungen des alten Mannes aber keinen Glauben, und so beziehen er und seine Männer Quartier in der Burg und beginnen mit ersten Umbauarbeiten.
Alexandrus explizite Warnung, die 108 Nickelkreuze, die den Massivbau zieren, nicht zu beschädigen, wird von Soldaten – im Glauben, dass es sich dabei um Silberkreuze handelt – jedoch missachtet. Woermann weiß dies zunächst zu unterbinden, Gerüchten zufolge aber soll die Burg einen Silberschatz beherbergen. Als zwei Wachsoldaten tatsächlich ein Silberkreuz entdecken und eigenmächtig beginnen, den Steinblock aus der Wand herauszulösen, setzen sie eine unheimliche Macht frei, deren Sog alles zerreißt, was ihr in den Weg kommt. Beide Wachsoldaten werden getötet, die übrigen Soldaten schießen wild um sich, weil sie glauben, dass Partisanen den Stützpunkt angreifen.
Als weitere Soldaten im Innern der Festung unter ungeklärten Umständen zu Tode kommen, wird ein SS-Einsatzkommando unter Führung des fanatischen Sturmbannführers Kaempffer in das Dorf entsandt, um die Partisanen-Aktivitäten zu unterbinden. Dieser veranlasst sogleich, alle Dorfbewohner zusammenzutreiben und lässt dann drei Männer erschießen und fünf weitere als Geiseln nehmen, unter Androhung weiterer Erschießungen, falls deutsche Soldaten erneut angegriffen werden sollten. Daraufhin kommt es zu einer ersten heftigen Auseinandersetzung zwischen Kaempffer und Woermann, ahnt dieser doch längst, dass es sich nicht um das Werk von Partisanen handelt. Um eine mysteriöse Nachricht an einer der Festungswände zu entziffern, empfiehlt der Geistliche Vater Fonescu, den in einem Lager inhaftierten Experten Dr. Cuza zu Rate zu ziehen. Der unter einer seltenen Krankheit leidende, gebrechliche Cuza und seine Tochter Eva werden daraufhin zur Festung gebracht. Dort eröffnet er den deutschen Besatzern, dass die angeblich von Partisanen stammende Botschaft in einer fünfhundert Jahre alten Schrift geschrieben wurde. Kaempffer weist ihn daraufhin an, binnen dreier Tage das Rätsel um die mysteriösen Todesfälle aufzuklären. Als Cuzas Tochter von zwei Soldaten des Einsatzkommandos vergewaltigt wird, wird sie von der unheimlichen Macht gerettet. Nach Jahrhunderten der Verbannung im Innern der Festung sieht das absolute Böse nun seine Chance, Dr. Cuza als Verbündeten zu gewinnen, denn nur mit Hilfe eines Außenstehenden kann es endgültige Freiheit erlangen. Dessen Gesundheitszustand bessert sich sofort merklich. Getrieben von dem Wunsch, der Nazi-Herrschaft ein Ende zu bereiten, erklärt er sich – den wahren Charakter der unheimlichen Macht verkennend – bereit, ihr zur Freiheit zu verhelfen.
Derweilen kann Glaeken Trismegestus von Griechenland aus spüren, dass etwas mit der Burg geschehen ist und die unheimliche Macht erneut entfesselt wurde. Seiner Bestimmung folgend macht er sich auf den Weg, um die zerstörerische Macht aufzuhalten, und so die Welt vor dem Untergang zu bewahren.

## Entstehung und Veröffentlichung
Gedreht wurde The Keep unter anderem in Blaenau Ffestiniog und Llanberis im County Gwynedd im Norden von Wales, sowie den Shepperton Studios in Shepperton, England. Für seine Rolle des aus Rumänien stammenden Geschichtsexperten Dr. Cuza besuchte Ian McKellen Bukarest und bereitete sich in London mit einem Dialekt-Coach vor, Regisseur Michael Mann wies ihn bei Beginn der Dreharbeiten jedoch an, auf den Dialekt zu verzichten und die Figur mehr nach Chicago klingen zu lassen.
Regisseur Michael Mann musste den Film mehrmals ändern und Szenen entfernen, die dem Studio Paramount nicht passten. Dem Schnitt fielen zumeist Dialogszenen zum Opfer, die in der europäischen Version nicht entfernt wurden. Der Film wirkt daher leicht zerstückelt, Musik und Sound weisen Sprünge auf, da die Eingriffe erfolgten, nachdem der Film bereits fertiggestellt war. Gerüchteweise zielte der Regisseur auf eine Laufzeit zwischen drei und vier Stunden. Michael Mann war nicht zufrieden mit dem Ende des Films, weshalb er für das US-Fernsehen eine Schnittfassung mit einem Happy End anfertigen ließ.
Die Musik stammt von der deutschen Elektronik-Formation Tangerine Dream in der Besetzung Edgar Froese/Christopher Franke/Johannes Schmoelling und war – mangels offizieller Veröffentlichung –  bis 2020 die meistnachgefragte Filmmusik der Band. Der vollständige Soundtrack war bis 2020 nur auf der Laserdisc- und der VHS-Version des Films zugänglich. Schließlich wurde die gesamte Musik im Jahr 2020 im Tangerine Dream Box Set Pilots of Purple Twilight (The Virgin Recordings 1980–1983) veröffentlicht. Das Budget betrug sechs Millionen US-Dollar, der Film spielte aber in den ersten Wochen nur einen Bruchteil dessen wieder ein und galt daher als Flop an den Kinokassen.
Nach jahrelanger, mäßiger Verfügbarkeit auf physischen Trägermedien veröffentlichte der US-amerikanische Heimkinoanbieter Vinegar Syndrome den Film im November 2024 als 4K UHD/Blu-Ray-Combo.

## Rezeption
Die unheimliche Macht erhielt ein eher schlechtes Presseecho, was sich auch in den Auswertungen US-amerikanischer Aggregatoren widerspiegelt. So erfasst Rotten Tomatoes mehrheitlich kritische Besprechungen und ordnet den Film dementsprechend als „Gammelig“ ein. Laut Metacritic fallen die Bewertungen im Mittel „Grundsätzlich Ablehnend“ aus.

„Eine mit aufwendigen Trickeffekten verschnittene Schauermär, deren plakative Verquickung von Horror-Genrekino und billigen Kriegsfilm-Klischees Instinktlosigkeit und einen erschreckenden Mangel an (Geschichts-)Bewußtsein offenbart.“

„Die fiebertraumhafte Atmosphäre des Films zieht einen – gekonnt unterstützt durch Tangerine Dreams pulsierend-ätherische Filmmusik […] – hypnotisch in ihren Bann mit einer Handlung, die ihrerseits den schaurig-übernatürlichen Gesetzmäßigkeiten jener Festung zu gehorchen scheint.“

„Nach dem Flop an den US-Kinokassen zunächst auf Video verbannt […], erweist sich die Kinofassung als gespenstisch, schaurig und bisweilen fesselnd. Aber Manns Versuch, dem eine Analyse dessen, was die Anziehungskraft des Faschismus ausmacht, überzulagern, funktioniert einfach nicht im Rahmen dieses Cartoon Formats in der Optik eines Heavy Metal Heftchens.“

Der Film war 1984 nominiert für den Saturn Award der Academy of Science Fiction, Fantasy & Horror Filme in den USA in der Kategorie Bester Horrorfilm.